# Prochor Gruzin
Prochor (gruz. პროხორე ქართველი, ur. ok. 985-990, zm. 1066) – gruzinski święty mnich prawosławny.
Pochodził z rodu Szawteli. W dzieciństwie został oddany na naukę do klasztoru Ckarostawi i został tam wyświęcony na kapłana. Następnie, w wieku 20-25 lat, odbył pielgrzymkę do Jerozolimy i tam w Ławrze św. Sawy Uświęconego złożył wieczyste śluby mnisze. Od 1025 żył na górze Athos, w gruzińskim monasterze Iwiron. Jego ojcem duchowym został mnich Eutymiusz. Z jego błogosławieństwa Prochor udał się ponownie do Jerozolimy, by objąć kierownictwo gruzińskiego klasztoru św. Krzyża, założonego przez króla Wachtanga Gorgasalego.
Dzięki pośrednictwu Jerzego z Athosu klasztor kierowany przez Prochora uzyskał wsparcie finansowe od króla gruzińskiego Bagrata IV i jego matki Marii. Do 1061, gdy odszedł z funkcji przełożonego, Prochor zgromadził wokół siebie wspólnotę 80 mnichów. Zmarł w 1066 w pustelni na pustyni, do której udał się razem z dwoma braćmi.